# Meshal Abdullah
Meshal Abdullah (2 de maio de 1984) é um futebolista profissional qatari que atua como atacante.

## Carreira
Meshal Abdullah representou a Seleção Qatariana de Futebol na Copa da Ásia de 2015.